# Alix Dobkin
Alix Cecil Dobkin (geboren am 16. August 1940 in New York City; gestorben am 19. Mai 2021 in Woodstock, New York) war eine amerikanische Folksängerin, Songwriterin, Biografin und feministische Aktivistin. Sie spielte eine wichtige Rolle in der lesbischen Emanzipationsbewegung der 1970er-Jahre.

## Leben
Alix Dobkin wuchs in einer jüdischen Familie in Philadelphia auf. Ihre Eltern waren Mitglieder der Kommunistischen Partei der USA (CPUSA) und benannten ihre Tochter nach einem Onkel, welcher im Kampf gegen die Faschisten während des spanischen Bürgerkriegs hingerichtet wurde. Dobkin besuchte die Germantown High School und verbrachte ihre Studienjahre mit Malerei an der Tyler School of Art/Temple University, 1962 schloss sie ihr Studium mit dem Bachelor Of Fine Arts ab. Nach ihrem Abschluss konzentrierte sie sich ganz auf die Musik und lernte darüber im New Yorker Folkclub The Gaslight Cafe ihren späteren Ehemann Sam Hood kennen. Das Paar heiratete 1955.
Sie verließen New York, um in Florida eine weitere Filiale des Clubs zu gründen. Im Jahr 1970 eröffneten sie The Elephant, einen Ort für Volksmusik in Woodstock, New York. Im gleichen Sommer wurde ihre Tochter Adrian Hood geboren. Während Alix Dobkin die Betreuung der gemeinsamen Tochter übernahm, sorgte ihr Mann für den Familienunterhalt.
Ein Interview von Liza Cowan mit Germaine Greer, das Dobkin im Radio hörte, veränderte ihr Leben von Grund auf: Sie schloss sich einer Consciousness Raising Group an und fand nach der Trennung von ihrem Ehemann den Weg in die musikalische Selbständigkeit. Dobkin schrieb Liza Cowan, der Autorin des Radiobeitrags, einen Brief, in welchem sie sie fragte, ob sie in ihrer Sendung auftreten könne. Am Abend der Live-Sendung verliebten sich beide ineinander. Dobkin und Cowan bezogen mit Dobkins elf Monate alter Tochter Adrian eine gemeinsame Wohnung.
Alix Dobkin starb im Mai 2021 an einem Hirnaneurysma und Schlaganfall, wie ihre langjährige Freundin und ehemalige Partnerin Liza Cowan kurz nach ihrem Tod mitteilte.

## Werdegang und künstlerisches Schaffen
Die Anfänge von Dobkins Karriere fanden ihren Ursprung in den späten 1950er-Jahren in Philadelphia. Anfang der 1960er-Jahre startete sie ihre Karriere als hauptberufliche Folk-Sängerin. In der Folkszene von Greenwich Village, wo sie unter anderem mit Bob Dylan, Bill Cosby, John Sebastian, Buffy Sainte-Marie und Flip Wilson zusammentraf, verschaffte sie sich Bekanntheit. Internationale sowie zeitgenössische Strömungen der Folklore als auch Traditionals und Protestsongs spiegeln ihr Wirken als Musikerin in den ersten Jahren. Sie galt als die erste lesbische amerikanische Sängerin, welche 1979 in Europa auf Tour ging.

### Genre Frauenmusik
Alix Dobkin entwickelte das Genre der Frauenmusik mit: ausschließlich von Frauen geschaffene Musik, die für ein breites Frauenpublikum bestimmt ist. Mit der Musikerin Kay Gardner gründete Dobkin die Gruppe Lavender Jane. Da es nicht üblich war, ausschließlich für ein rein weibliches Publikum aufzutreten, fanden sie keine Unterstützung in der Musikindustrie. So gründete Alix Dobkin ihr eigenes Plattenlabel Women's Wax Works und produzierte 1973 das erste Album mit Musik für eine lesbische Zielgruppe: Lavender Jane Loves Women. Das komplette Team bestand aus Frauen. Das Cover zum Album entwarf Dobkin selbst.
Eines ihrer bekanntesten ist der Lesbian Code. Darin trägt sie Codewörter vor, welche Lesben benutzen, um ihr damals oft verstecktes Leben zu benennen. Sie sammelte diese Codewörter weltweit während ihrer Tourneen.
Ein weiteres bekanntes Lied ist die Adaption von A – You’re Adorable zu A – You are an Amazon. Ein Fan teilte ihr auf einem Konzert mit, dass sein Onkel das Original zu A – You’re Adorable geschrieben habe und dass dieser schwul gewesen sei. Dobkin war von der Geschichte so begeistert, dass sie fortan jedes Konzert mit dieser und dem Amazon ABC abschloss.
In den 1970er- und 1980er-Jahren entwickelte sich nicht nur das Genre der Frauenmusik. Es entstanden zeitgleich feministische Cafés, Clubs, Produktionsfirmen, Frauenbuchhandlungen, Verlage, Aufnahmestudios und Festivals. Dobkin galt in dieser so entstandenen feministischen Szene als The Head Lesbian. Sie nahm in den folgenden Jahren fünf weitere Alben auf und tourte regelmäßig durch die USA, Kanada, Australien, England, Wales, Irland, Neuseeland, Italien, Dänemark und Deutschland. Sie trat immer vor einem reinen Frauenpublikum auf. Auch auf dem bei Lesben beliebten Musikfestival Michigan Womyn's Music Festival war Dobkin zu Gast.

„My career in women’s music sprang from the soil of J. S. Bach, The Red Army Chorus, Louis Armstrong, and Broadway shows, topped off by the folk music scene of the 1960s, and has granted me a life rich, challenging, and satisfying beyond my wildest dreams.“

„Meine Karriere in der Frauenmusik fand ihren grundlegenden Ursprung bei J. S. Bach, The Red Army Chorus, Louis Armstrong, Broadway-Shows, und wurde von der Folk-Musikszene der 1960er-Jahre gekrönt, welche mir ein Leben schenkte, das reicher, herausfordernder und befriedigender war, als all meine kühnsten Träume vorhergesehen hatten.“

### Aktivismus
Alix Dobkin war lebenslang eine Aktivistin und Pionierin für die Frauenmusik. Nach ihrem Coming-out als Lesbe im Jahr 1972 widmete sie sich fortan dem Aufbau einer eigenen Frauenkultur. Ein prominentes Frauenfestival, auf dem Dobkin jahrelang spielte, das Michigan Womyn's Music Festival, schloss Transfrauen von der Teilnahme aus. Im Jahr 2000 schrieb Dobkin einen Brief an das National Center for Lesbian Rights, in welchem sie betonte, wie wichtig Räume für Frauen seien. Gleichzeitig suchte sie auch immer den Dialog mit Transfrauen und verteidigte das Recht jedes Menschen, sich selbst zu lieben und zu sein, trotzt bestehender Unterschiede.
In dieser Zeit gab es drei verschiedene feministische Gruppierungen, die sich seit 1967 ausgeprägt hatten: die bürgerliche Frauenbewegung, die linke Studentinnenbewegung und die radikalfeministische Bewegung. Dobkin lässt sich dem Radikalfeminismus zuordnen, welcher in dieser Zeit oft mit dem Separatismus für einen Ausschluss von Männern und ein Zusammenleben mit Frauen stand. In ihren Kolumnen und Artikeln, unter anderem für ihre Kolumne Minstrel Blood, befasste sie sich mit Kritik an der Postmoderne, dem Sadomasochismus und der Transgenderrechtebewegung. Der Artikel The Emperor's New Gender erschien im Jahr 2000 in der feministischen Zeitschrift Off Our Backs.
Die Filmemacherin Myriam Fougère dokumentierte in Lesbiana – A Parallel Revolution die Zeit der 1970er Jahre, darunter Alix Dobkin und weitere lesbische Schriftstellerinnen, Philosophinnen und Aktivistinnen. Weil sie als erste Frau gilt, die sich selbst als lesbische Musikerin bezeichnete, gab das Spin Magazin ihr den Titel Frauenmusiklegende.
Zusätzlich zu sieben Alben hat Dobkin ein Songbuch und viele Jahre lang verschiedene Kolumnen und Artikel geschrieben. Neben vielen Auszeichnungen wurde sie vom Hot Wire Magazin zum All Time Favorite Performer gewählt. Beim FBI war Dobkin als Unruhestifterin geführt. 2009 las sie ihre FBI-Akte für ihre Memorien, welche unter dem Titel My Red Blood erschienen.
1977 wurde sie Unterstützerin der gemeinnützigen Organisation WIFP Women’s Institute for Freedom of the Press. Ebenso gehörte sie der OLOC, Old Lesbians Organizing for Change an.
Ihr autobiografisches Werk My Red Blood: A Memoir of Growing Up Communist, Coming Onto the Greenwich Village Folk Scene, and Coming Out in the Feminist Movement wurde 2010 von Lambda Literary Awards nominiert.

## Publikationen
- (Not Just a Songbook). Tomato Publications, New York 1978.
- Alix Dobkin’s Adventures in Women’s Music. Tomato Publications, New York 1979, ISBN 9780934166003.
- My Red Blood: A Memoir of Growing Up Communist, Coming Onto the Greenwich Village Folk Scene, and Coming Out in the Feminist Movement. Alyson Books, New York 2009, ISBN 9781593501075.

## Diskografie

### Alben
- 1973: Lavender Jane Loves Women, Women’s Wax Works
- 1976: Living with Lesbians, Women’s Wax Works
- 1980: XX Alix, Women’s Wax Works
- 1980: Yahoo Australia, Women’s Wax Works
- 1986: These Women/Never Been Better, Women’s Wax Works
- 1992: Love and Politics: A 30 Year Saga, Women’s Wax Works
- 1998: Living with Lavender Jane

### Weitere Veröffentlichungen
- 1985: Never Been Better (We Are Everywhere), Alix Dobkin mit Carol MacDonald und Witch, Women's Wax Works